# Wambercourt
Wambercourt település Franciaországban, Pas-de-Calais megyében. Lakosainak száma 260 fő (2022. január 1.). Wambercourt Fressin, Cavron-Saint-Martin, Lebiez és Wamin községekkel határos.

## Népesség
A település népessége az elmúlt években az alábbi módon változott:
| Lakosok száma | 256  | 249  | 251  | 245  | 250  | 256  | 261  | 260  | 260  |
|               | 2013 | 2015 | 2016 | 2017 | 2018 | 2019 | 2020 | 2021 | 2022 |